# Гудвин, Лео
Лео Джозеф Гудвин (англ. Leo Joseph Goodwin; 13 ноября 1883, Нью-Йорк — 25 мая 1957, Нью-Йорк) — американский ватерполист, пловец и прыгун в воду, двукратный чемпион и призёр летних Олимпийских игр 1904.
На Играх 1904 в Сент-Луисе Гудвин соревновался в трёх водных видах спорта. В водном поло он выступал за команду Нью-Йорка. Его сборная заняла первое место демонстрационного турнира. В плавании он стал чемпионом в эстафете 4×50 ярдов вольным стилем; также он занимал пятое место в гонке на 50 ярдов, шестое на 100 ярдов и четвёртое на 440 ярдов (все три — вольным стилем). В прыжках в воду Гудвин выиграл бронзовую медаль в прыжке на дальность.
Через 4 года Гудвин принял участие в летних Олимпийских играх 1908 в Лондоне, но уже только в двух плавательных дисциплинах. В гонке на 400 м вольным стилем он дошёл до четвертьфинала, а в эстафете 4×200 м вольным стилем он занял третье место и выиграл бронзовую награду.